# Al-Kaljubijja

Lokalizacja muhafazy

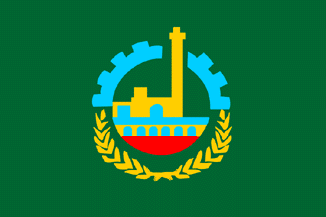
Flaga muhafazy

Al-Kaljubijja (arab. القليوبية wym. egip. [elʔæljoˈbejjæ]) – prowincja gubernatorska (muhafaza) w Egipcie, w północnej części kraju. Zajmuje powierzchnię 1124 km². Stolicą muhafazy jest Banha.
Według spisu powszechnego w listopadzie 2006 roku jej populacja liczyła 4 251 672 mieszkańców, natomiast według szacunków 1 stycznia 2016 roku zamieszkiwało ją 5 215 446 osób na powierzchni 1124 km².
Inne miasta w prowincji: Banha, Al-Chanka, Kaha, Kaljub, Szibin al-Kanatir, Szubra al-Chajma, Tuch, Al-Kanatir al-Chajrijja, Kafr Szukr.